# 7021 Tomiokamachi
A 7021 Tomiokamachi (ideiglenes jelöléssel (7021) 1992 JN1) a Naprendszer kisbolygóövében található aszteroida. Atsushi Sugie fedezte fel 1992. május 6-án.